# Notre-Dame-du-Pré
Notre-Dame-du-Pré ist eine französische Gemeinde im Département Savoie in der Region Auvergne-Rhône-Alpes.
Die Gemeinde hat 256 Einwohner (Stand 1. Januar 2022) auf 18,20 km².

## Bevölkerungsentwicklung
| Jahr                       | 1962 | 1968 | 1975 | 1982 | 1990 | 1999 |
| Einwohner                  | 367  | 382  | 352  | 281  | 270  | 272  |
| Quellen: Cassini und INSEE |      |      |      |      |      |      |